# Maxim Vasilioglu
Maxim Vasilioglu (1º luglio 1995) è un lottatore rumeno, specializzato nella lotta libera.

## Biografia
Si è messo in mostra a livello giovanile guadagnando la medaglia d'argento agli europei U23 di Bucarest 2018.
Ha esordito nelle principali tornei seniores nel 2019, classificandosi dodicesimo agli europei di Bucarest nel torneo dei 74 kg. Ha fatto parte della sepdizione rumena ai Giochi europei di Minsk 2019, in cui si è piazzato nono. Ai mondiali di Nur-Sultan 2019 è giunto tredicesimo, mentre ai Giochi mondiali militari di Wuhan decimo.
L'anno successivo nella Coppa del mondo individuale di Belgrado 2020, evento che ha sostituito i campionati mondiali, cancellati a causa dell'emergenza sanitaria causata dalla Pandemia di COVID-19, si è classificato decimo.
Al torneo europei di qualificazione olimpica ha vinto la medaglia di bronzo, non riuscendo quindi ad ottenere un posto ai Giochi olimpici estivi di Tokyo 2020. Nel corso del 2021 è passato alla categoria dei 79 kg e ai mondiali di Oslo 2021 è giunto tredicesimo.

## Palmarès
| Anno | Manifestazione           | Sede       | Evento | Risultato | Note |
| ---- | ------------------------ | ---------- | ------ | --------- | ---- |
| 2018 | Europei U23              | Bucarest   | 74 kg  | Argento   |      |
| 2019 | Europei                  | Bucarest   | 74 kg  | 12º       |      |
| 2019 | Giochi europei           | Minsk      | 76 kg  | 8º        |      |
| 2019 | Mondiali                 | Nur-Sultan | 74 kg  | 31º       |      |
| 2019 | Giochi mondiali militari | Wuhan      | 74 kg  | 10º       |      |
| 2021 | Mondiali                 | Oslo       | 79 kg  | 13º       |      |

## Altre competizioni internazionali
2020
- 10º nei 74 kg nella Coppa del mondo individuale ( Belgrado)

2021
- Bronzo nei 74 kg nel Torneo europeo di qualificazione olimpica ( Budapest)